# Walton-on-the-Hill (Staffordshire)
Walton-on-the-Hill – wieś w Anglii, w hrabstwie Staffordshire. Leży 5 km na południowy wschód od miasta Stafford i 194 km na północny zachód od Londynu.